# Tatia Mikadse
Tatia Mikadse (georgisch თათია მიქაძე; * 27. März 1988 in Tiflis, Sowjetunion) ist eine ehemalige georgische Tennisspielerin.

## Karriere
Mikadse, die am liebsten auf Sandplätzen spielte, begann im Alter von fünf Jahren mit dem Tennis.
Sie gewann während ihrer Karriere drei Einzel- und fünf Doppeltitel des ITF Women’s Circuits. Ihre einzige Teilnahme bei einem WTA-Turnier hatte sie beim Baku Cup 2011. Im Einzel hatte sie das Hauptfeld als Lucky Loser über die Qualifikation erreicht. In der ersten Hauptrunde schlug sie Nina Khrisanova mit 6:0 und 6:0.
Zwischen 2005 und 2011 spielte sie für die georgische Fed-Cup-Mannschaft, für die sie sieben ihrer 14 Partien gewann.

## Erfolge

### Einzel

#### Turniersiege
| Nr. | Datum          | Turnier | Kategorie   | Belag | Finalgegnerin        | Ergebnis       |
| --- | -------------- | ------- | ----------- | ----- | -------------------- | -------------- |
| 1.  | September 2007 | Tiflis  | ITF $10.000 | Sand  | Tinatin Kawlaschwili | 1:6, 6:4, 7:5  |
| 2.  | Juli 2010      | Charkiw | ITF $25.000 | Sand  | Natalia Ryzhonkova   | 6:75, 6:2, 6:4 |
| 3.  | September 2011 | Tiflis  | ITF $10.000 | Sand  | Sopia Kwazabaia      | 6:0, 6:2       |

#### Finalteilnahmen
| Nr. | Datum          | Turnier | Kategorie   | Belag | Siegerin                   | Ergebnis      |
| --- | -------------- | ------- | ----------- | ----- | -------------------------- | ------------- |
| 1.  | September 2010 | Tiflis  | ITF $25.000 | Sand  | Margalita Tschachnaschwili | 4:6, 6:3, 5:7 |
| 2.  | Oktober 2011   | Jerewan | ITF $10.000 | Sand  | Anna Karolína Schmiedlová  | 4:6, 3:6      |

### Doppel

#### Turniersiege
| Nr. | Datum          | Turnier  | Kategorie   | Belag     | Partnerin        | Finalgegnerinnen                        | Ergebnis |
| --- | -------------- | -------- | ----------- | --------- | ---------------- | --------------------------------------- | -------- |
| 1.  | Juni 2004      | Istanbul | ITF $10.000 | Hartplatz | Nana Urotadze    | Iryna Burjatschok Aleksandra Kostikova  | 6:1, 6:2 |
| 2.  | Juni 2010      | Buxoro   | ITF $25.000 | Sand      | Sopia Schapatawa | Yayuk Basuki Jessy Rompies              | 6:3, 6:3 |
| 3.  | Oktober 2010   | Tiflis   | ITF $25.000 | Sand      | Sopia Schapatawa | Paula Kania Zsófia Susányi              | 6:3, 6:2 |
| 4.  | September 2011 | Tiflis   | ITF $10.000 | Sand      | Sopia Schapatawa | Anastasiya Prenko Viktoria Yemialyanava | 6:1, 6:3 |
| 5.  | Oktober 2011   | Jerewan  | ITF $25.000 | Sand      | Sopia Schapatawa | Jelisaweta Jantschuk Olha Jantschuk     | 6:1, 6:4 |

#### Finalteilnahmen
| Nr. | Datum          | Turnier | Kategorie   | Belag | Partnerin         | Siegerinnen                                | Ergebnis         |
| --- | -------------- | ------- | ----------- | ----- | ----------------- | ------------------------------------------ | ---------------- |
| 1.  | September 2009 | Telawi  | ITF $25.000 | Sand  | Manana Shapakidze | Chayenne Ewijk Marlot Meddens              | 2:6, 4:6         |
| 2.  | September 2009 | Telawi  | ITF $25.000 | Sand  | Manana Shapakidze | Réka Luca Jani Weronika Kapschaj           | 5:7, 6:0, [8:10] |
| 3.  | Oktober 2011   | Jerewan | ITF $10.000 | Sand  | Ani Amiraghjan    | Anastasia Grymalska Anastassija Wassyljewa | 3:6, 3:6         |
| 4.  | September 2016 | Batumi  | ITF $10.000 | Sand  | Mariam Bolkwadse  | Alena Fomina Margarita Lasarewa            | 4:6, 2:6         |
| 5.  | September 2016 | Telawi  | ITF $25.000 | Sand  | Sopia Schapatawa  | Natela Dsalamidse Weronika Kudermetowa     | 4:6, 2:6         |
| 6.  | September 2017 | Batumi  | ITF $25.000 | Sand  | Sopia Schapatawa  | Ysaline Bonaventure Viktória Kužmová       | 1:6, 3:6         |